# Kyzyl
Kyzyl (tiếng Nga: Кызы́л, IPA: [kɨˈzɨl]; tiếng Tuva: Кызыл, Kьzьl/Kızıl, phát âm tiếng Tuva: [kɯˈzɯl]) hay Khắc Tư Lặc là thủ phủ của Cộng hoà Tuva, Nga. Tên của thành phố có nghĩa là "đỏ" trong tiếng Tuva (cũng như trong nhiều ngôn ngữ Turk khác). Dân số: 109,918 (Điều tra dân số 2010); 104,105 (Điều tra dân số 2002); 84,641 (Điều tra dân số năm 1989).

## Địa lý

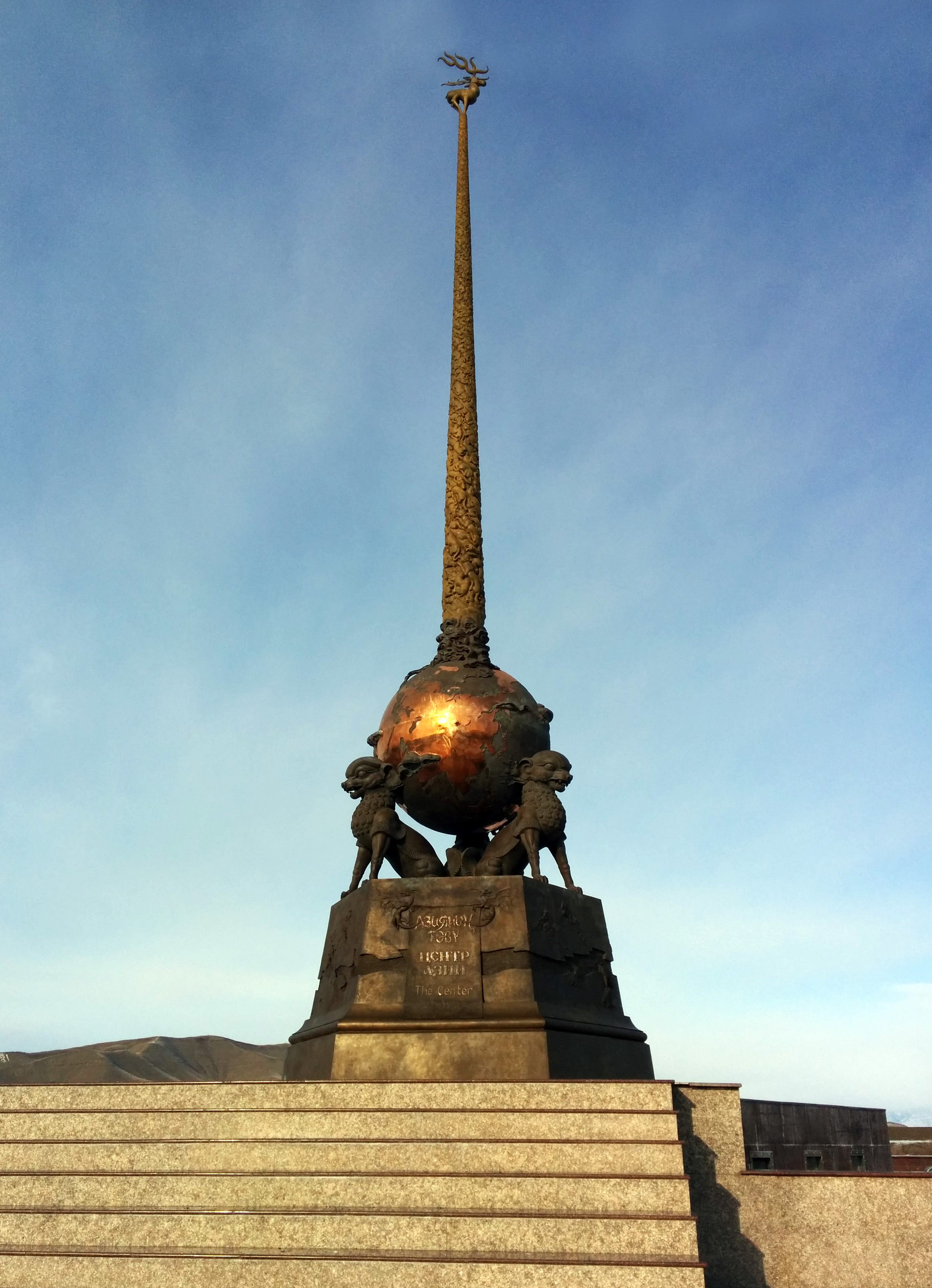
Cột kỷ niệm "Trung tâm châu Á" (2014)

Kyzyl tuyên bố nằm chính xác ở trung tâm địa lý của châu Á. Tọa độ này trên thực tế có phải là trung tâm của châu Á hay không vẫn còn bị tranh chấp (ví dụ: Ürümqi ở Trung Quốc cũng khẳng định điều đó). Tuy nhiên, có một tượng đài mang tên "Trung tâm châu Á" bằng tiếng Anh, Nga và Tuva khẳng định điều này. Tos-Bulak là vùng đất chứa nhiều suối khoáng nằm ngay phía nam Kyzyl.
Kyzyl nằm ở vị trí sông Enisei gặp sông Enisei Nhỏ để tạo thành dòng Verkhny Yenisey (tiếng Tuva: Улуг-Хем).

### Khí hậu
Khí hậu của Kyzyl thuộc loại bán khô hạn (phân loại khí hậu Köppen BSk), với nhiệt độ cao trung bình khoảng 25 °C vào mùa hè và −20 °C vào mùa đông. Lượng mưa hàng năm chỉ là khoảng 218 mm. Nhiệt độ ở đây có thể xuống mức thấp, nhưng vẫn cao hơn Cộng hòa Sakha, và có thể thay đổi nhanh chóng.
| Dữ liệu khí hậu của Kyzyl                           | Dữ liệu khí hậu của Kyzyl | Dữ liệu khí hậu của Kyzyl | Dữ liệu khí hậu của Kyzyl | Dữ liệu khí hậu của Kyzyl | Dữ liệu khí hậu của Kyzyl | Dữ liệu khí hậu của Kyzyl | Dữ liệu khí hậu của Kyzyl | Dữ liệu khí hậu của Kyzyl | Dữ liệu khí hậu của Kyzyl | Dữ liệu khí hậu của Kyzyl | Dữ liệu khí hậu của Kyzyl | Dữ liệu khí hậu của Kyzyl | Dữ liệu khí hậu của Kyzyl |
| Tháng                                               | 1                         | 2                         | 3                         | 4                         | 5                         | 6                         | 7                         | 8                         | 9                         | 10                        | 11                        | 12                        | Năm                       |
| --------------------------------------------------- | ------------------------- | ------------------------- | ------------------------- | ------------------------- | ------------------------- | ------------------------- | ------------------------- | ------------------------- | ------------------------- | ------------------------- | ------------------------- | ------------------------- | ------------------------- |
| Cao kỉ lục °C (°F)                                  | −5.8 (21.6)               | −0.1 (31.8)               | 19.6 (67.3)               | 30.6 (87.1)               | 35.6 (96.1)               | 39.1 (102.4)              | 40.7 (105.3)              | 38.3 (100.9)              | 33.0 (91.4)               | 23.0 (73.4)               | 13.0 (55.4)               | −1.8 (28.8)               | 40.7 (105.3)              |
| Trung bình ngày tối đa °C (°F)                      | −23.5 (−10.3)             | −16.1 (3.0)               | −2.8 (27.0)               | 12.4 (54.3)               | 20.9 (69.6)               | 25.8 (78.4)               | 27.6 (81.7)               | 24.9 (76.8)               | 18.0 (64.4)               | 8.3 (46.9)                | −7.8 (18.0)               | −20.5 (−4.9)              | 5.6 (42.1)                |
| Trung bình ngày °C (°F)                             | −28.7 (−19.7)             | −23.5 (−10.3)             | −10.2 (13.6)              | 4.7 (40.5)                | 12.8 (55.0)               | 18.2 (64.8)               | 20.5 (68.9)               | 17.6 (63.7)               | 10.4 (50.7)               | 1.2 (34.2)                | −12.9 (8.8)               | −24.9 (−12.8)             | −1.2 (29.8)               |
| Tối thiểu trung bình ngày °C (°F)                   | −33.0 (−27.4)             | −29.4 (−20.9)             | −16.7 (1.9)               | −2.0 (28.4)               | 5.1 (41.2)                | 11.2 (52.2)               | 14.2 (57.6)               | 11.3 (52.3)               | 4.2 (39.6)                | −4.3 (24.3)               | −17.2 (1.0)               | −29.0 (−20.2)             | −7.1 (19.2)               |
| Thấp kỉ lục °C (°F)                                 | −52.6 (−62.7)             | −54.0 (−65.2)             | −45.2 (−49.4)             | −27.3 (−17.1)             | −10.7 (12.7)              | −1.8 (28.8)               | 2.8 (37.0)                | −0.7 (30.7)               | −10.1 (13.8)              | −20.5 (−4.9)              | −46.1 (−51.0)             | −52.6 (−62.7)             | −54.0 (−65.2)             |
| Lượng Giáng thủy trung bình mm (inches)             | 8.7 (0.34)                | 4.5 (0.18)                | 3.1 (0.12)                | 5.1 (0.20)                | 13.4 (0.53)               | 34.6 (1.36)               | 48.5 (1.91)               | 43.5 (1.71)               | 24.7 (0.97)               | 8.8 (0.35)                | 11.6 (0.46)               | 11.4 (0.45)               | 217.9 (8.58)              |
| Số ngày mưa trung bình                              | 0                         | 0                         | 0                         | 6                         | 11                        | 15                        | 16                        | 15                        | 12                        | 6                         | 1                         | 0                         | 82                        |
| Số ngày tuyết rơi trung bình                        | 21                        | 17                        | 9                         | 3                         | 1                         | 0                         | 0                         | 0                         | 0.2                       | 4                         | 16                        | 23                        | 94                        |
| Độ ẩm tương đối trung bình (%)                      | 79                        | 78                        | 74                        | 48                        | 43                        | 50                        | 58                        | 62                        | 63                        | 67                        | 81                        | 81                        | 65                        |
| Số giờ nắng trung bình tháng                        | 81.8                      | 127.8                     | 213.1                     | 247.8                     | 288.2                     | 295.9                     | 287.5                     | 274.7                     | 228.1                     | 167.4                     | 83.9                      | 57.3                      | 2.353,4                   |
| Nguồn 1: Pogoda.ru.net                              |                           |                           |                           |                           |                           |                           |                           |                           |                           |                           |                           |                           |                           |
| Nguồn 2: Weatherbase (dữ liệu về nắng và lượng mưa) |                           |                           |                           |                           |                           |                           |                           |                           |                           |                           |                           |                           |                           |

## Kinh tế
Thành phố có các nhà máy gạch, xưởng cưa, sản xuất đồ nội thất và nhà máy chế biến thực phẩm.

## Giao thông
Thành phố có sân bay Kyzyl. Có một dự án xây dựng đường sắt Tuva với một nhà ga ở thành phố thủ phủ.

## Giáo dục
- Trường số 1 (Kyzyl) - trường học đầu tiên của thành phố[15]
- Đại học quốc gia Tuva - trường đại học duy nhất ở Tuva

## Liên kết
Tư liệu liên quan tới Kyzyl tại Wikimedia Commons
- Detailed map Lưu trữ ngày 19 tháng 5 năm 2006 tại Wayback Machine
- History of the Centre of Asia Marker Lưu trữ ngày 9 tháng 2 năm 2009 tại Wayback Machine
- Weather and Time in Kyzyl, Russia
- Kyzyl To Samarkand